# 馬克·菲爾德斯 (福特汽車)
馬克·菲爾德斯（英語：Mark Fields，1961年—）曾任美國福特汽車營運長、日本馬自達汽車公司第11任社長等職位。2014年7月1日升福特汽車營運長，也是美國三大汽車公司裡第一位猶太裔執行長，之前全球車廠裡只有法國雪鐵龍汽車和雷諾汽車曾出現猶太裔營運長。

## 生平略歷
1961年馬克·菲爾德斯出生於紐約州布魯克林區，孩提時期在紐澤西州帕拉莫斯度過，並於1979年自帕拉莫斯高中畢業。在羅格斯大學經濟學系畢業後，曾進入IBM工作，然後進入哈佛大學攻讀工商管理碩士。他的妻子是珍妮·菲爾德斯（Jane Fields），並育有兩子：麥斯·菲爾德斯（Max Fields）及柴克·菲爾德斯（Zach Fields）。
1989年菲爾德斯進入福特汽車就職，一路平步青雲，1999年12月即以38歲之姿調派至日本馬自達汽車擔任社長。在他的任內期間推行新的公司口號「Zoom-Zoom」，並開發馬自達Tribute、Capella的後繼車Atenza等車款，直到2002年6月才卸任。
同年菲爾德斯被擢升為福特汽車子公司首席汽車集團（Premier Automotive Group）總裁，負責營運福特旗下豪華品牌如林肯汽車、阿斯頓·馬丁、捷豹、路虎、富豪汽車等。2005年10月他重返美國，進入福特汽車的北美洲銷售業務單位。2006年12月14日該公司主席兼行政總裁艾倫·穆拉利（Alan Mulally）宣布45歲的菲爾德斯成為該部門的主管；2012年11月1日菲爾德斯則被指派為營運長。2017年5月22日福特公司董事會宣布由詹姆斯·哈凱特接任總裁兼營運長，菲爾德斯任職此位僅2年多。

## 外部連結
- （英文）Analysis: What fueled Mark Fields' rise at Ford （页面存档备份，存于）